# جیا ایفان
جیا ایفان (انگلیسی: Jia Yifan؛ زادهٔ ۲۹ ژوئن ۱۹۹۷) بدمینتون‌باز زن اهل چین است.